# Шпак Олександр Григорович
Олександр Григорович Шпак (нар. 3 січня 1952 року в селище Рокитне Київської обл.) — український політик.
З березня 1998 р. по травень 2002 р. — Народний депутат України 3-го скликання, обраний від Жмеринського виборчого округу № 14, Вінницька обл.

## Біографія
Шпак Олександр Григорович народився 3 січня 1952 року у селищі Рокитне Київської області.
Середню освіту здобув у Рокитнянській середній школі № 2.
Вступив до Білоцерківського технічного училища № 4, яке закінчив у 1970 р. з відзнакою, після чого працював слюсарем з ремонту автомобілів у Київському автопідприємстві № 09671.
Закінчив Київський автомобільно-дорожній інститут у 1975 році за спеціальністю економіка і організація автомобільного транспорту.
- 1975–1978 — інженер, начальник відділу експлуатації Шаргородського АТП 01065.
- 1978–1983 — начальник Жмеринського АТП 10171.
- 1983–1985 — завідувач промислово-транспортного відділу Жмеринського міськкому Компартії України.
- 1985–1989 — інструктор відділу транспорту і зв'язку, завідувач відділу транспорту і зв'язку Вінницького обкому Компартії України.
- 1989–1991 — другий секретар Жмеринського міськкому Компартії України, голова Жмеринської міської ради.
- 1991–1992 — заступник начальника Управління магістральних автомобільних доріг № 13 м. Вінниці.
- 1992–1993 — заступник начальника, віце-президент Вінницького обласного управління по забезпеченню нафтопродуктами.
- 1993–1998 — перший заступник генерального директора, генеральний директор Українського об'єднання по забезпеченню нафтопродуктами «Укрнафтопродукт».
- 1998–2002 — Народний депутат України 3-го скликання по Жмеринському виборчому округу № 14. Член фракції НДП (травень — жовтень 1998), фракції СелПУ (жовтень 1998 — листопад 1999), член групи «Трудова Україна» (з листопада 1999). Член Комітету Верховної Ради України з питань паливно-енергетичного комплексу, ядерної політики та ядерної безпеки, член Спеціальної Контрольної комісії з питань приватизації (з липня 1998).
- 2001—по сьог. день — президент Міжнародної громадської організації «Ліга нафтопромисловців України».
- 2004–2006 — голова спостережної ради НАК «Надра України», радник Віце-прем'єр-міністра України з питань агропромислового комплексу.
- 2005—2015 — віце-президент концерну «Укрросметал».

На сьогодні Шпак О. Г. є: Президент МГО «Ліга нафтопромисловців України», Голова комісії Українського союзу промисловців та підприємців з питань паливно-енергетичного комплексу (з 2001), Виконавчий директор Президії, Перший заступник  МГО «Вінницьке земляцтво у місті Києві», дійсний член Української нафтогазової академії.

## Діяльність та соціальна політика
Як народний депутат, у своїй громадській діяльності, особливу увагу приділяв вирішенню найважливіших соціальних та економічних питань регіону. Проводив благодійну та меценатську діяльність у регіоні. У виборчому окрузі опікувався, насамперед, вирішенням соціально-побутових проблем молоді та людей похилого віку.
Сприяв будівництву храму Святого Олександра Невського у м. Жмеринка, допоміг в реконструкції та ремонті пам'ятки архітектури місцевого значення — костьолу Св. Анни у м. Бар та Православної церкви Успенія Божої Матері, спорудженні пам'ятника М. С. Грушевському в м. Бар та присвоєнню Барському педагогічному училищі ім'я М. С. Грушевського, надання допомоги багатьом общинам у будівництві та ремонті культових споруд.
Олександр Григорович постійно виявляв піклування щодо здобуття освіти багатьма дітьми та надавав благодійну допомогу в лікуванні й оздоровленні людей. Так, за його сприяння талановиті діти із малозабезпечених сімей навчалися в Київській академії зовнішньої торгівлі, для найкращих студентів, які навчались у технікумах і ВТ училищах Жмеринського району Шпаком О. Г. щорічно виплачувались іменні стипендії. Не оминав своєю увагою і дітей-сиріт школи-інтернату, щорічно виділяючи кошти для придбання їм новорічних подарунків, організовував щорічні поїздки у м. Київ на День Святого Миколая та екскурсій по історичних місцях міста для дітей-сиріт, малозабезпечених дітей та найкращих учнів молодших класів з кожного району (міста) округу з врученням дітям подарунків.
Надавалась допомога закладам охорони здоров'я. Багатьом жителям Вінниччини Шпаком О. Г. надана допомога в проведенні лікування, оплаті складних операцій. Не забував про інвалідів, пенсіонерів, малозабезпечених громадян міста Жмеринки, яким було організоване постійне харчування (обід) у столовій міста.
У своїй депутатській діяльності Шпак О. Г. переймався розвитком, благоустроєм та розбудовою регіону, проведенням різних заходів, приклав багато зусиль у наданні допомоги в роботі та функціонуванні державних органів. Так, за його сприяння були добудовані школи, дороги, інші соціальні об'єкти, будівництво яких було призупинено через відсутність коштів.
За період своєї трудової діяльності здобув додатково дві вищі освіти за фахом політолога (1991) та юриста міжнародного права (2001).
Науковий ступень — кандидат економічних наук (2004).
О. Г. Шпак підготував багато статей з питань функціонування паливно-енергетичного комплексу, економіки держави, є автором монографії «Нафта та нафтопродукти».

## Родина
- Дружина: Наталія Володимирівна (1960).
- Син: Максим (1981).

## Звання
- Державний службовець 1-го рангу (2002).
- «Заслужений працівник промисловості України» (18 січня 2007).
- Професор Інституту українсько-польської співпраці.

## Державні нагороди
- Орден «За заслуги» III ст. (21 серпня 2004).
- Орден «За заслуги» II ст. (21 січня 2012).
- Орден «Святого князя Володимира II ст.» «За заслуги перед Українською православною церквою».
- Грамота «Благословення Папи Римського Іоанна Павла II».
- За підсумками всеукраїнського Конкурсу «Лідер паливно-енергетичного комплексу України» — переможець в номінації «Громадський діяч» (грудень 2005).
- За поданням міської ради та шляхом публічного конкурсу з 2003 року — Почесний громадянин м. Жмеринки Вінницької обл.

## Захоплення
- Релігієзнавство.
- Вітчизняне та зарубіжне мистецтвознавство.
- Управління вертольотом (має міжнародний сертифікат пілота на управління вертольотом).